# Liste des piscines de Paris

Emplacements des piscines de Paris.

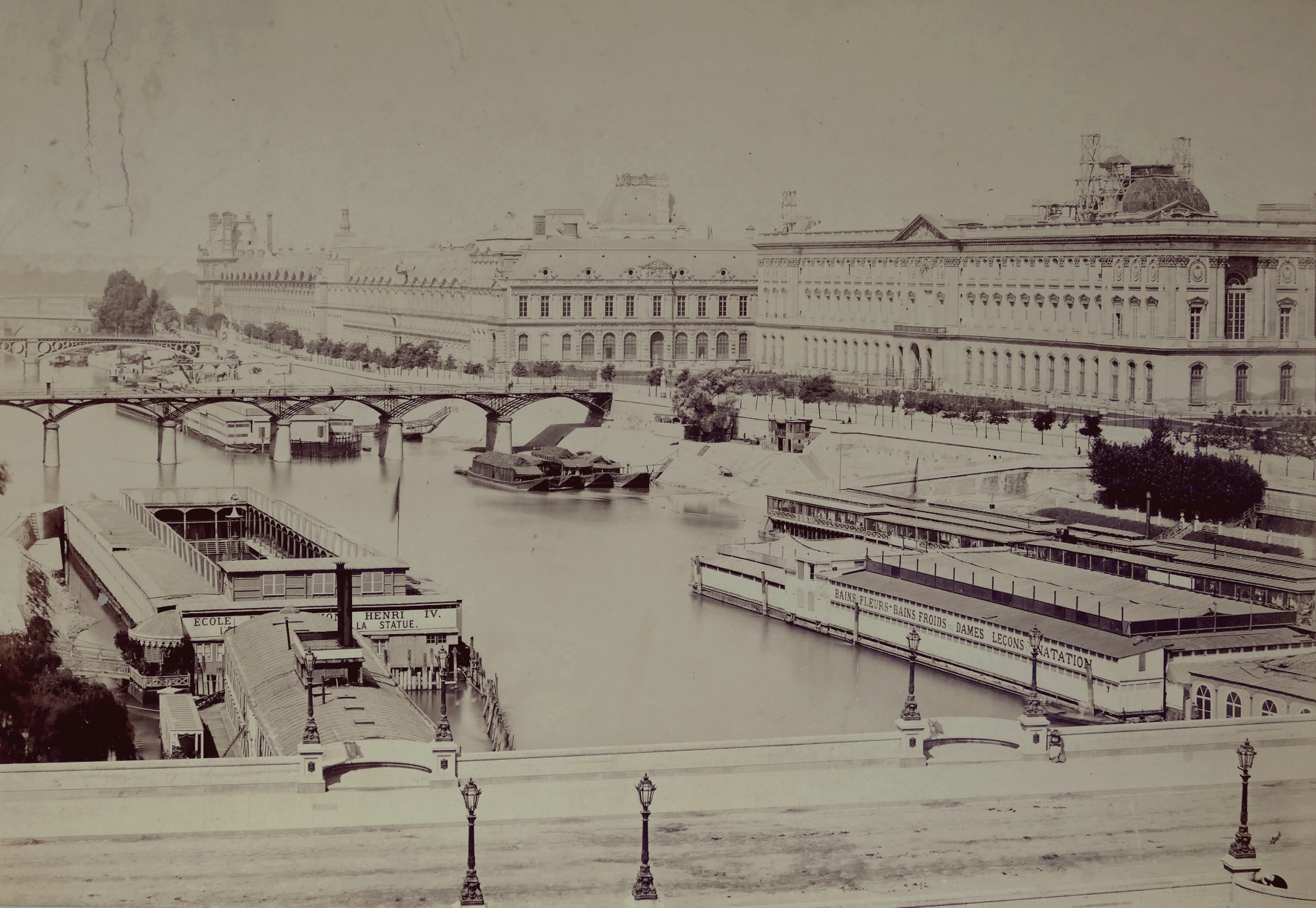
École de natation Henri-IV et Bains Fleurs-Bains Froids au pieds du Pont-Neuf à Paris vers 1860.

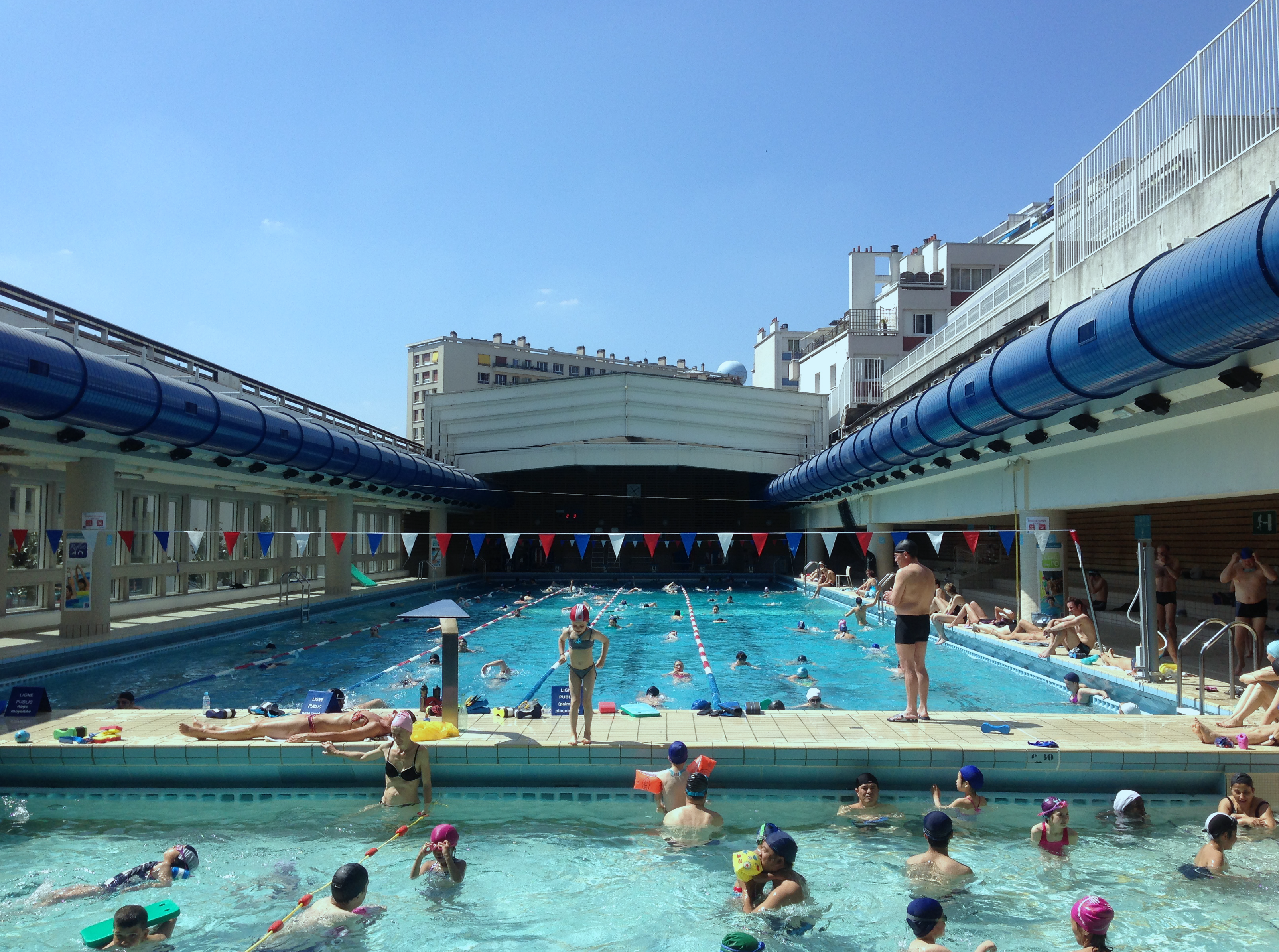
La piscine Keller découverte.

Cet article présente une liste des piscines de Paris, en France, classées par arrondissement. Fin 2021, la ville compte 42 piscines municipales, ainsi que dix bassins d'initiation. Certaines possèdent des solariums ou des toits amovibles qui permettent de découvrir les bassins en été.

## Historique
La première « piscine » parisienne, approuvée en mars 1784 par l'Académie des sciences et ouverte en 1785 par Barthélemy Turquin, est une école de natation située sur un bassin flottant sur la Seine, près du pont de la Tournelle, dans l'actuel 5e arrondissement. La même année, les premiers bains sur pilotis deviennent la piscine Deligny. Il ne s'agit pour le moment que de piscines provisoires, par le caractère éphémère de leurs matériaux de construction.
Inaugurée en 1884, la piscine Château-Landon, première vraie piscine couverte en France et à Paris construite dans des bâtiments durs, est située dans le 10e arrondissement. La deuxième, inaugurée en 1889 dans le 19e arrondissement, est la piscine Rouvet, qui comprend également des bains-douches. Construite en 1924, la piscine de la Butte-aux-Cailles est la première « qui sépare de manière distincte dans le même établissement l'hygiène et la natation ». Dans les années 1970, une nouvelle vague de constructions s'opère (piscine Keller, etc.). Quelques piscines ont été construites au XXIe siècle.

## Liste des piscines publiques
| Arrondissement | Piscine                                  | Bassins (m x m)                                                                                          | Notes                                                                                       |
| -------------- | ---------------------------------------- | --- | ------------------------------------------------------------------------------------------- |
| 1er            | Piscine Suzanne-Berlioux                 | 50 × 20                                                                                                  |                                                                                             |
| 4e             | Piscine Marie-Marvingt                   | 25 × 10                                                                                                  | Ancienne piscine Saint-Merri                                                                |
| 5e             | Piscine Jean-Taris                       | 25 × 15                                                                                                  |                                                                                             |
| 5e             | Piscine Pontoise                         | 33 × 15                                                                                                  | Inscrite au titre des monuments historiques                                                 |
| 6e             | Piscine Saint-Germain                    | 25 × 12,5                                                                                                |                                                                                             |
| 8e             | Piscine Jacqueline-Auriol (ex Beaujon)   | 25 × 12,5                                                                                                |                                                                                             |
| 9e             | Piscine Georges-Drigny                   | 25 × 15                                                                                                  |                                                                                             |
| 9e             | Piscine Paul-Valeyre                     | 25 × 12,5                                                                                                |                                                                                             |
| 10e            | Piscine Château-Landon                   | 25 × 10 10 × 6                                                                                           |                                                                                             |
| 10e            | Piscine Catherine-Lagatu (ex Parmentier) | 25 × 15                                                                                                  |                                                                                             |
| 11e            | Piscine Georges-Rigal                    | 25 × 12,5 12,5 × 6                                                                                       |                                                                                             |
| 11e            | Piscine Cour-des-Lions                   | 25 × 15                                                                                                  |                                                                                             |
| 12e            | Piscine Jean-Boiteux (ex Reuilly)        | 25 × 15 15 × 6                                                                                           |                                                                                             |
| 12e            | Piscine Roger-Le-Gall                    | 50 × 15 (toit ouvrant) 25 × 12,5                                                                         | Seule piscine de Paris offrant des plages horaires pour les naturistes                      |
| 13e            | Piscine de la Butte-aux-Cailles          | 33 × 12 25 × 12,5 (extérieur) 12 × 6 (extérieur)                                                         | Inscrite au titre des monuments historiques                                                 |
| 13e            | Piscine du Château-des-Rentiers          | 25 × 12,5                                                                                                |                                                                                             |
| 13e            | Piscine Dunois                           | 25 × 12,5                                                                                                |                                                                                             |
| 13e            | Piscine Joséphine-Baker                  | 25 × 10 (toit ouvrant)                                                                                   | Piscine flottante sur la Seine                                                              |
| 14e            | Piscine Aspirant-Dunand                  | 25 × 12,5                                                                                                |                                                                                             |
| 14e            | Piscine Didot                            | 25 × 12,5                                                                                                |                                                                                             |
| 14e            | Piscine Thérèse-et-Jeanne Brulé          | 20 × 25 (sportif) Bassin ludique 230 m² profondeur de 0 à 1,30 m                                         | Ancienne piscine Élisabeth. Solarium extérieur accessible l'été.                            |
| 15e            | Piscine Armand-Massard                   | 33 × 15 25 × 12,5 12,5 × 6                                                                               |                                                                                             |
| 15e            | Piscine Blomet                           | 50 × 12                                                                                                  | Jusqu'en 1960, cette piscine utilisait un forage artésien pour un chauffage par géothermie. |
| 15e            | Piscine Émile-Anthoine                   | 25 × 12,5 (bassin mobile) 25 × 12,5 12,5 × 6                                                             |                                                                                             |
| 15e            | Piscine Keller                           | 50 × 15 (toit ouvrant) 15 × 7 (toit ouvrant)                                                             |                                                                                             |
| 15e            | Piscine de la Porte-de-la-Plaine         | 25 × 12,5                                                                                                |                                                                                             |
| 15e            | Piscine René-et-André-Mourlon            | 25 × 12,5                                                                                                |                                                                                             |
| 15e            | Piscine Balard                           | 25 × 10                                                                                                  | Piscine située dans l'enceinte du ministère de la Défense (Hexagone Balard)                 |
| 16e            | Piscine d'Auteuil                        | 25 × 15 15 × 6,5                                                                                         |                                                                                             |
| 16e            | Piscine Henry-de-Montherlant             | 25 × 15 15 × 6                                                                                           |                                                                                             |
| 17e            | Piscine Bernard-Lafay                    | 25 × 12,5 12,5 × 6                                                                                       |                                                                                             |
| 17e            | Piscine Champerret                       | 25 × 12,5 12,5 × 6                                                                                       |                                                                                             |
| 18e            | Piscine Bertrand-Dauvin                  | 25 × 12,5 12,5 × 6                                                                                       |                                                                                             |
| 18e            | Piscine Hébert                           | 25 × 12 12 × 11,75                                                                                       |                                                                                             |
| 18e            | Piscine des Amiraux                      | 33 × 10                                                                                                  | Extérieur classé et intérieur inscrit au titre des monuments historiques                    |
| 19e            | Piscine Mathis                           | 25 × 12,5 12,5 × 6                                                                                       |                                                                                             |
| 19e            | Piscine Rouvet                           | 33 × 12                                                                                                  |                                                                                             |
| 19e            | Piscine Georges-Hermant                  | 50 × 20 (toit ouvrant)                                                                                   |                                                                                             |
| 19e            | Piscine Pailleron                        | 33 × 15 2 bassins ludiques de 25 m et 11 m                                                               | Inscrite au titre des monuments historiques                                                 |
| 20e            | Piscine Alfred-Nakache                   | 25 × 12,5                                                                                                |                                                                                             |
| 20e            | Piscine Georges-Vallerey                 | 50 × 21 (toit ouvrant)                                                                                   |                                                                                             |
| 20e            | Piscine Yvonne-Godard                    | 2 bassins: 15 x 25 m (sportif) et 10 x 25m (apprentissage) sur 25 mètres, pataugeoire de 50m2 (enfants). | Solarium extérieur (250 m²)                                                                 |

### Piscines remarquables
| Piscines avec bassin de 50 m - Piscine Suzanne-Berlioux (1er) - Piscine Roger-Le-Gall (12e) - Piscine Blomet (15e) - Piscine Keller (15e) - Piscine Georges-Hermant (19e) - Piscine Georges-Vallerey (20e) | Piscines extérieures ou à toit ouvrant - Piscine Roger-Le-Gall (12e) - Piscine de la Butte-aux-Cailles (13e) - Piscine Joséphine-Baker (13e) - Piscine Keller (15e) - Piscine Georges-Hermant (19e) - Piscine Georges-Vallerey (20e) | Monuments historiques - Piscine Pontoise (5e) - Piscine de la Butte-aux-Cailles (13e) - Piscine des Amiraux (18e) - Piscine Pailleron (19e) |

## Liste des piscines privées
| Arrondissement | Piscine                    | Bassins (m x m)                                  | Notes                                       |
| -------------- | -------------------------- | ------------------------------------------------ | ------------------------------------------- |
| 7e             | Racing Club de France      | 25 × ?? 25 × ??                                  | [ 13 ]                                      |
| 11e            | Piscine Oberkampf          |                                                  | Bâtie en 1886                               |
| 16e            | Piscine Molitor            | 46 × ?? (extérieur) 33 × ??                      | Inscrite au titre des monuments historiques |
| 16e            | Cercle du Bois de Boulogne | 25 × ?? (extérieur) Bassin enfants (extérieur)   | [ 16 ]                                      |
| 16e            | Lagardère Paris Racing     | 50 × ?? (extérieur, chauffé) 33 × ?? (extérieur) | [ 17 ]                                      |

## Piscines fermées

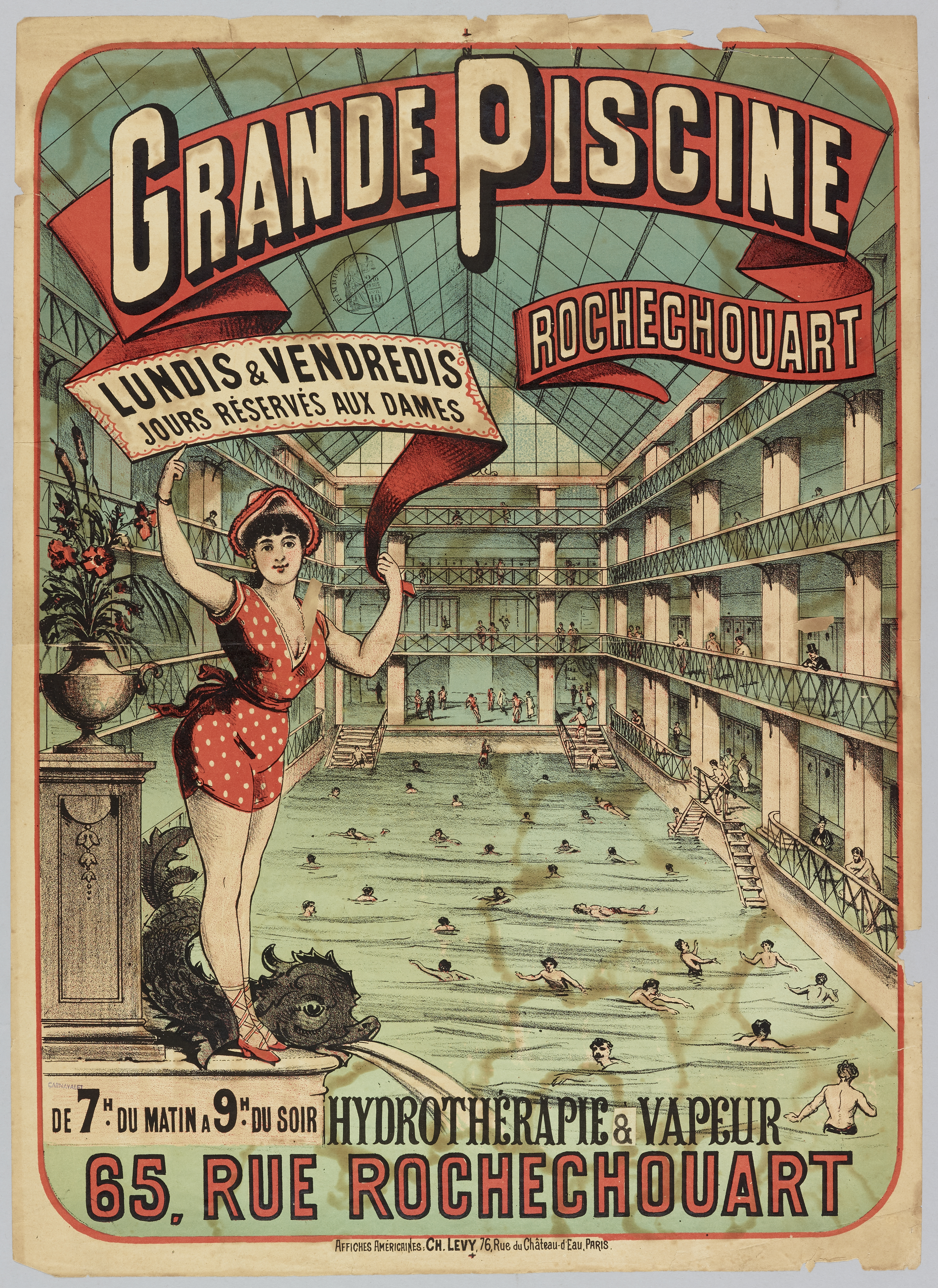
Publicité pour la Grande piscine Rochechouart.

- Piscine Lutetia (6e), fermée dans les années 1970 et inscrite aux monuments historiques[18].
- Piscine Deligny (7e), piscine flottante sur la Seine qui coula le 8 juillet 1993.
- Piscine du Lido (8e), remplacée par une salle de spectacles en 1936.
- Grande piscine Rochechouart (9e), 65 rue Rochechouart.
- Piscine des Unions chrétiennes de jeunes gens (9e), située au 14 rue de Trévise. Première piscine couverte privée de France, elle ferma en 1965[19].
- Piscine de l'Étoile (17e), située 32 rue de Tilsit à proximité de la place Charles-de-Gaulle et devenue un cabaret brésilien[20].

## Piscines en projet
Le plan « nager à Paris » prévoit la construction de 3 nouvelles piscines, ouvertes entre 2019 et 2023. La seule non encore ouverte en 2021 est celle en construction au 133 rue Belliard (18e). Elle sera dotée d'un bassin sportif de 25 m avec 5 ou 6 lignes d'eau et d'un bassin d'apprentissage.